# Soyouz T-3
Soyouz T-3 est une mission spatiale soviétique.
Il s'agit du premier vol avec trois membres d'équipage depuis le vol tragique de Soyouz 11 en 1971.

## Équipage

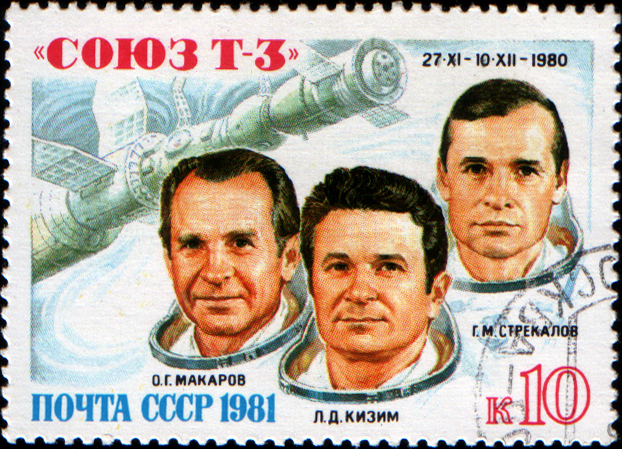
Timbre soviétique de 1981 en l'honneur de Soyouz T-3.

Les nombres entre parenthèses indiquent le nombre de vols spatiaux effectués par chaque cosmonaute jusqu'à cette mission incluse.
- Leonid Kizim (1)
- Oleg Makarov (4)
- Guennadi Strekalov (1)
- Vassili Lazarev (2) remplaçant
- Viktor Savinykh (0) remplaçant
- Valeri Polyakov (0) remplaçant

## Paramètres de la mission
- Masse : 6850 kg
- Périgée : 200 km
- Apogée : 251 km
- Inclinaison : 51.6°
- Période : 88.7 minutes